# Fliegerersatz Abteilung Nr. 5
Fliegerersatz Abteilung Nr. 5 – FEA 5 – jedna z 17 jednostek lotnictwa niemieckiego Luftstreitkräfte z początkowego okresu I wojny światowej tego typu. Dosłownie Lotniczy Oddział Uzupełnień.

## Informacje ogólne
Jednostka została utworzona już po wybuchu wojny 18 sierpnia 1914 roku w Hanoverze. Jednostka stacjonowała tamże do zakończenia I wojny światowej.
Jednostka prowadziła szkolenie pilotów i obserwatorów dla jednostek liniowych, np. Feldflieger Abteilung. W późniejszym okresie szkolenie obserwatorów zostało wydzielone do specjalnych szkół Fliegerbeobachterschulen (FBS).
Na terenie jednostki zostały utworzone między innymi następujące eskadry myśliwskie: Jasta 3, Jasta 29, Jasta 39 i Jasta 66.
W jednostce służyli m.in. Hans Wulff, Willi Rosenstein, Walter von Bülow-Bothkamp, Konrad von Bülow-Bothkamp, Georg Heine, Hans Nülle, Fritz Beckhardt, Fritz Stamer, Karl Wenzel, Raven von Barnekow, Reinhard Treptow.

## Dowódcy Jednostki
| Stopień | Nazwisko                  | Okres                   |
| ------- | ------------------------- | ----------------------- |
|         |                           | 1.08.1914 – xx.10.1916  |
| Kapitan | Ergon Graf von Berolingen | xx.10.1916 – xx.12.1916 |
|         |                           | xx.12.1916 –            |